# Chesterfield coat

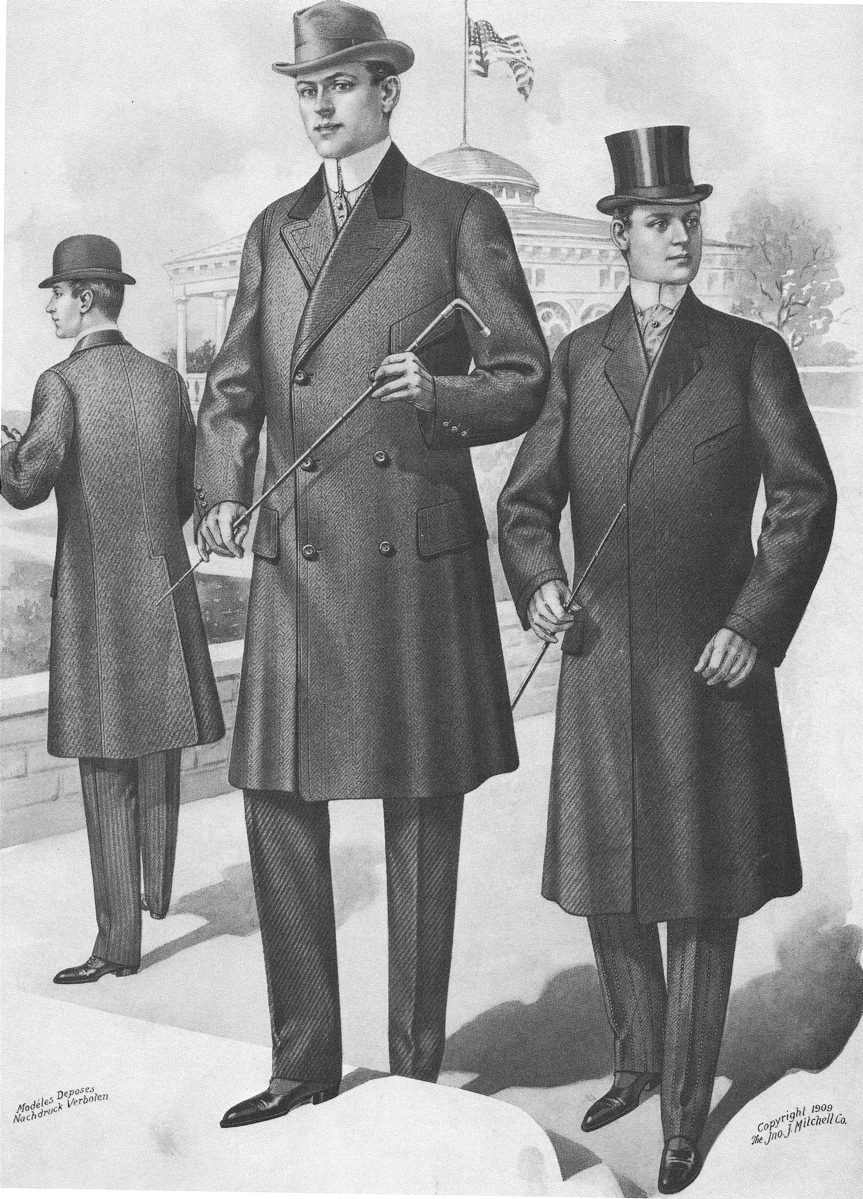
Chesterfield coat

Il Chesterfield coat è un tipo di giacca soprabito.

## Caratteristiche
Di norma si presenta in due versioni: doppiopetto e monopetto. I colori più usati per questo capospalla sono il nero, il grigio, il beige e il blu, in tutte le loro sfumature, solitamente con motivo a spina di pesce. I tessuti più usati sono il pelo di cammello e in flanella.
Assomiglia alla giacca tradizionale, assumendone i medesimi scopi. È però più spesso e più largo, poiché è stato creato come soprabito per chi abbia indosso un completo. È anche più lungo: infatti, se le falde della giacca si fermano a metà del palmo di una mano, il Chesterfield si ferma sotto il ginocchio per dare un segno di eleganza.

## Storia
Il Chesterfield diventò di moda nel corso dell'Ottocento grazie alla famiglia aristocratica dei conti di Chesterfield; tuttavia, non è chiaro se effettivamente fosse stato un membro della famiglia a inventarlo oppure se la creazione dell'indumento fosse stata commissionata a un sarto.